# Typhlocolenis
Typhlocolenis is een kevergeslacht uit de familie van de truffelkevers (Leiodidae). De wetenschappelijke naam van het geslacht werd in 2008 gepubliceerd door Hideto Hoshina.

## Soorten
- Typhlocolenis furunoi Hoshina, 2008[1]
- Typhlocolenis fusca Hoshina, 2008[1]
- Typhlocolenis jejudoensis  Hoshina & Park, 2020[2]
- Typhlocolenis sillaensis Hoshina & Park, 2020[2]
- Typhlocolenis uenoi Hoshina, 2008[1]